# Ecuador op de Olympische Zomerspelen 1984
Ecuador nam deel aan de Olympische Zomerspelen 1984 in Los Angeles, Verenigde Staten. Het was de zesde deelname van het Zuid-Amerikaanse land.

## Deelnemers en resultaten per onderdeel

### Atletiek
| Olympiër        | Discipline      | Resultaat | Prestatie                            |
| --------------- | --------------- | --------- | ------------------------------------ |
| Leopoldo Acosta | 800m (m)        | 55e       | serie 2: 7de in 1.54,06              |
| Luis Tipán      | 5000m (m)       | 46e       | serie 3: 12de in 14.52,43            |
| Luis Tipán      | 10000m (m)      | 34e       | serie 1: 11de in 30.07,49            |
| Fidel Solórzano | verspringen (m) | 24e       | kwalificatie groep A: 13de met 6,93m |
| Fidel Solórzano | tienkamp (m)    | 23e       | 6519 punten                          |

### Gewichtheffen
| Olympiër       | Discipline | Resultaat | Prestatie                                                   |
| -------------- | ---------- | --------- | ----------------------------------------------------------- |
| Hector Hurtado | -60kg (m)  | 16e       | trekken: 17de met 95kg stoten: 17de met 125kg totaal: 220kg |

### Judo
| Olympiër      | Discipline | Resultaat | Prestatie |
| ------------- | ---------- | --------- | --------- |
| Jimmy Arévalo | -65kg (m)  | 14e       |           |

### Paardensport
| Olympiër        | Discipline  | Resultaat | Prestatie                           |
| Dressuur        | Dressuur    | Dressuur  | Dressuur                            |
| --------------- | ----------- | --------- | ----------------------------------- |
| Leopoldo Acosta | individueel | 55e       | kwalificatie: 41ste met 1232 punten |

### Schietsport
| Olympiër      | Discipline              | Resultaat | Prestatie  |
| ------------- | ----------------------- | --------- | ---------- |
| Hugo Romero   | 10m luchtgeweer (m)     | 41e       | 561 punten |
| Hugo Romero   | 50m geweer liggend (m)  | 55e       | 578 punten |
| Paúl Margraff | 50m pistool (m)         | 43e       | 531 punten |
| Galo Miño     | 50m pistool (m)         | 23e       | 548 punten |
| Ronald Dunn   | 25m snelvuurpistool (m) | 53e       | 524 punten |

### Worstelen
| Olympiër       | Discipline  | Resultaat   | Prestatie                                                                |
| Vrije stijl    | Vrije stijl | Vrije stijl | Vrije stijl                                                              |
| -------------- | ----------- | ----------- | ------------------------------------------------------------------------ |
| Iván Garcés    | -52kg (m)   | 11e         | groep A:' 6de W van TPE Lou: 4-0 V van CHN Liang: 1-3 V van KOR Kim: 0-4 |
| Grieks-Romeins |             |             |                                                                          |
| Iván Garcés    | -52kg (m)   | 9e          | groep B' 5de V van FIN Halonen: 0-4 V van MEX Aceves: 0-4                |

Algerije · Amerikaanse Maagdeneilanden · Andorra · Antigua en Barbuda · Argentinië · Australië · Bahama’s · Bahrein · Bangladesh · Barbados · België · Belize · Benin · Bermuda · Bhutan · Birma · Bolivia · Bondsrepubliek Duitsland · Botswana · Brazilië · Britse Maagdeneilanden · Canada · Centraal-Afrikaanse Republiek · Chili · China · Chinees Taipei · Colombia · Congo-Brazzaville · Costa Rica · Cyprus · Denemarken · Djibouti · Dominicaanse Republiek · Ecuador · Egypte · El Salvador · Equatoriaal-Guinea · Fiji · Filipijnen · Finland · Frankrijk · Gabon · Gambia · Ghana · Grenada · Griekenland · Groot-Brittannië · Guatemala · Guinee · Guyana · Haïti · Honduras · Hongkong · Ierland · IJsland · India · Indonesië · Irak · Israël · Italië · Ivoorkust · Jamaica · Japan · Joegoslavië · Jordanië · Kaaimaneilanden · Kameroen · Kenia · Koeweit · Lesotho · Libanon · Liberia · Liechtenstein · Luxemburg · Madagaskar · Malawi · Maleisië · Mali · Malta · Marokko · Mauritanië · Mauritius · Mexico · Monaco · Mozambique · Nederland · Nederlandse Antillen · Nepal · Nicaragua · Nieuw-Zeeland · Niger · Nigeria · Noord-Jemen · Noorwegen · Oeganda · Oman · Oostenrijk · Pakistan · Panama · Papoea-Nieuw-Guinea · Paraguay · Peru · Portugal · Puerto Rico · Qatar · Roemenië · Rwanda · Salomonseilanden · Samoa · San Marino · Saoedi-Arabië · Senegal · Seychellen · Sierra Leone · Singapore · Soedan · Somalië · Spanje · Sri Lanka · Suriname · Swaziland · Syrië · Tanzania · Thailand · Togo · Tonga · Trinidad en Tobago · Tsjaad · Tunesië · Turkije · Uruguay · Venezuela · Verenigde Arabische Emiraten · Verenigde Staten · Zaïre · Zambia · Zimbabwe · Zuid-Korea · Zweden · Zwitserland